# Thurstoneiland
Thurstoneiland is een eiland in de Zuidelijke Oceaan en gelegen nabij het Antarctisch Schiereiland. Het eiland is 15.700 km² groot en wordt niet door een land geclaimd. Het hoogste punt van het eiland is Mount Howell met een hoogte van 750 meter. Na Berknereiland en Alexandereiland is Thurstoneiland het grootste eiland van Antarctica.
Thurstoneiland werd op 27 februari 1940 vanuit de lucht ontdekt door Richard E. Byrd. Hij vernoemde het eiland naar W. Harris Thurston, een textielfabrikant uit New York die de poolexpedities sponsorde. Oorspronkelijk werd gedacht dat het eiland een schiereiland was, maar in 1960 werd ontdekt dat het een eiland was.